# FC Hegelmann
L'FC Hegelmann, meglio noto come Hegelmann, è una società calcistica lituana con sede nella città di Raudondvaris. Milita nella A lyga, la massima divisione del campionato lituano.

## Storia
Il club venne fondato nel 2009. Esordisce in prima divisione nel 2021, anno in cui per la prima volta nella sua storia raggiunge anche la semifinale di Coppa di Lituania; nella stagione successiva raggiunge invece la finale della medesima competizione, persa per 2-1 dopo i tempi supplementari contro lo Žalgiris.

## Palmarès

### Competizioni nazionali
- II lyga: 1

2018

## Statistiche e record

### Statistiche nelle competizioni UEFA
Tabella aggiornata alla stagione 2025-2026.
| Competizione           | Partecipazioni | G | V | N | P | RF | RS |
| ---------------------- | -------------- | - | - | - | - | -- | -- |
| UEFA Conference League | 2              | 4 | 0 | 1 | 3 | 0  | 8  |

## Organico

### Rosa 2021
Aggiornata al 10 agosto 2021.
| N. |                     | Ruolo | Calciatore             |
| -- | ------------------- | ----- | ---------------------- |
| 1  | Slovenia (bandiera) | P     | Marko Deronja          |
| 6  | Lituania (bandiera) | D     | Vilius Armalas         |
| 7  | Georgia (bandiera)  | C     | Levan Macharashvili    |
| 8  | Lituania (bandiera) | C     | Vilius Armanavičius    |
| 9  | Lituania (bandiera) | A     | Aurimas Raginis        |
| 10 | Nigeria (bandiera)  | C     | Gavi Thompson          |
| 11 | Lituania (bandiera) | A     | Ugnius Lekečinskas     |
| 12 | Lituania (bandiera) | D     | Lukas Čerkauskas       |
| 14 | Colombia (bandiera) | D     | José Luis Mosquera     |
| 15 | Nigeria (bandiera)  | C     | Ibrahim Olaosebikan    |
| 17 | Lituania (bandiera) | D     | Matas Dedura           |
| 19 | Nigeria (bandiera)  | A     | Thomas Omokhafe Samson |

| N. |                        | Ruolo | Calciatore          |
| -- | ---------------------- | ----- | ------------------- |
| 21 | Croazia (bandiera)     | A     | Filip Dangubić      |
| 24 | Lituania (bandiera)    | A     | Jonas Supronas      |
| 25 | Lituania (bandiera)    | D     | Mantas Fridrikas    |
| 27 | Spagna (bandiera)      | D     | Christian Jiménez   |
| 28 | Lituania (bandiera)    | A     | Nauris Petkevičius  |
| 31 | Lituania (bandiera)    | P     | Ignas Plūkas        |
| 32 | Lituania (bandiera)    | D     | Rokas Rasimavičius  |
| 38 | Inghilterra (bandiera) | A     | Kyle Spence         |
| 41 | Giappone (bandiera)    | C     | Yukiyoshi Karashima |
| 71 | Lituania (bandiera)    | P     | Laurynas Klimas     |
| 98 | Lituania (bandiera)    | C     | Klaudijus Upstas    |
|    | Brasile (bandiera)     | A     | Alex Negueba        |